# Criminalité

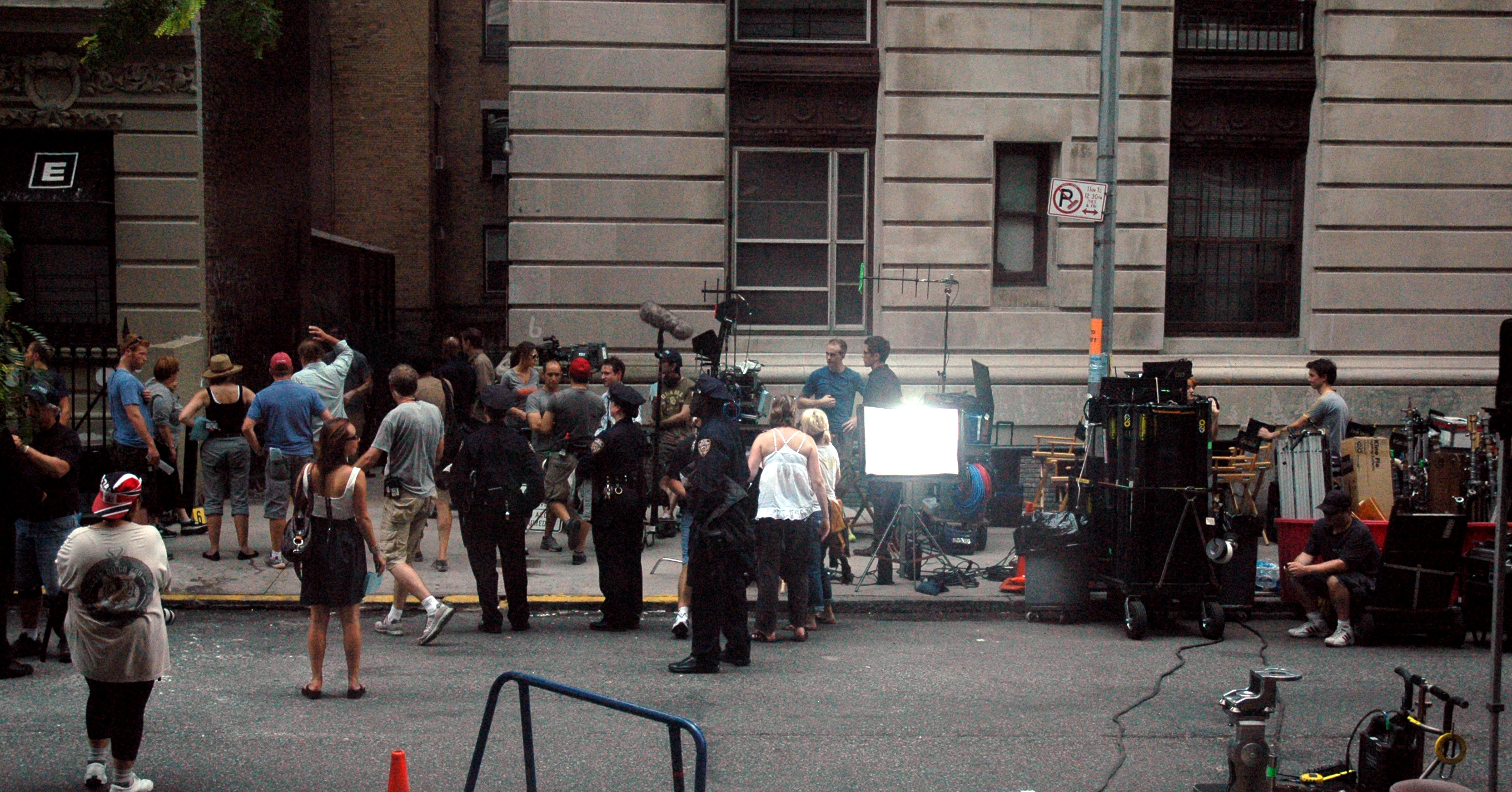
L'émission New York, unité spéciale participe à construire l'imaginaire de la criminalité selon Chiara Battisti.

La criminalité est une catégorie pénale et policière par laquelle sont définis quels actes, au sein d’une société, sont considérés comme constituant des délits ou des crimes. Elle est la transgression non tolérée par la société des normes juridiques en place.
Une norme est pénale lorsque son but est de faire régner un minimum d'ordre dans la société et exige un comportement déterminé de ses membres. Les normes pénales sont régulatrices et coercitives, elles forment l'ordre juridique et contribuent ainsi au maintien de la paix. Concernant ces normes, les criminologues sont d'avis qu'il s'agit de normes socialement édictées, donc qui varient d'un pays à l'autre, ce qui veut dire que le crime, en tant que tel, n'existe pas. Certains comportements se sont vus attribuer l'étiquette crime et c'est ainsi qu'ils ont été interdits. Mais d'autres criminologues pensent que des normes sont objectives, car on les trouve partout et toujours, comme le cas de tuer quelqu'un sans raison. Mais « sans raison » peut fortement différer selon les sociétés.
On distingue la petite criminalité (délinquance) de la grande criminalité (crimes).

## Construction sociale
« Le châtiment est destiné à agir sur les honnêtes gens, non sur les criminels, et nous ne réprouvons pas un acte parce qu'il est criminel, mais il est criminel parce que nous le réprouvons. »

— Émile Durkheim, De la division du travail social, p. 35 de la 12e édition de 1960.
La criminalité est une construction sociale produite par les institutions judiciaires, policières et carcérales dans leurs interactions avec le reste de la société, à travers la gestion différenciée des illégalismes. Un illégalisme est un contournement d'une norme juridique. Les illégalismes sont gérés de différentes manières vis-à-vis de l'appareil pénal: certaines formes de contournements de la légalité sont criminalisées, et d'autres tolérées.
Cette gestion différencie surtout les illégalismes qui portent sur les biens, comme le vol, de ceux qui portent sur des droits, comme la fraude, car l'apparition du capitalisme industriel a conduit à la reconfiguration du contrôle pénal des classes populaires: les illégalismes des ouvriers sont désormais compris à travers le concept neuf de délinquance (ou criminalité), tandis que les illégalismes des bourgeois sont tolérés. Cela se reflète dans le traitement des jeux des ouvriers avec le droit comme naturellement mauvais, avec à l’opposé une vision des illégalismes des bourgeois comme des pratiques dont le caractère immoral serait fabriqué artificiellement par le droit. Ainsi, la criminalité financière est comprise par la société et le système pénal comme une étourderie, alors que l'immigration par exemple est réprimandée comme un crime inhumain. Même en dehors des enjeux de classe, les illégalismes au sein de la Bourse sont criminalisés ou tolérés en fonction des représentations des agents de l'ordre quant aux petits dossiers et grands dossiers.
Historiquement, l'invention de la notion de criminalité comme phénomène social qu'on pourrait observer et de la notion de délinquance comme une caractéristique particulière des individus s'est faite à travers la constitution de l'institution de la prison.

## Criminalité aux États-Unis

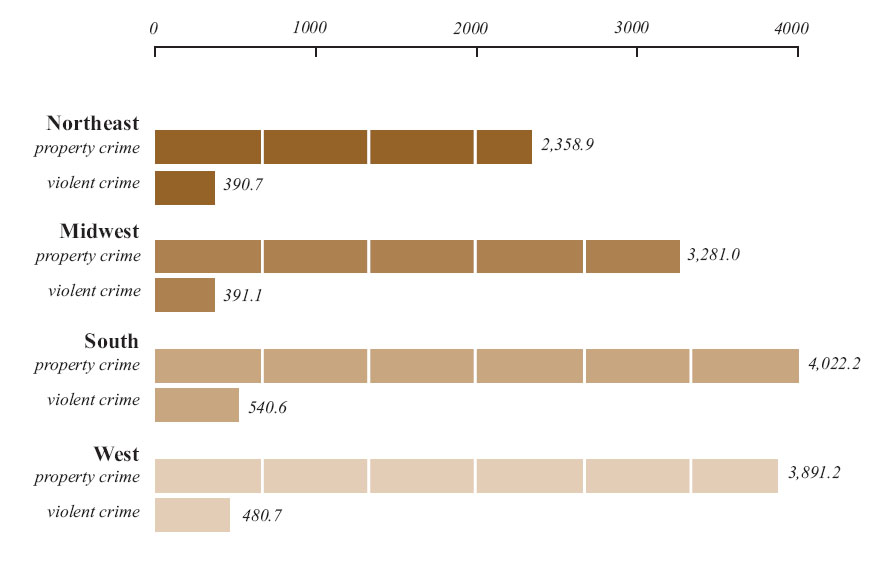
Index de crimes et atteintes aux biens pour 100000 habitants, suivant les zones géographiques américaines, 2004 Uniform Crime Report

Depuis les exécutions de Sacco et Vanzetti pour un meurtre qu'ils n'avaient pas commis et non pour l'agitation anarchiste à laquelle ils participaient, presque toutes les affaires politiques ont été traitées en affaires criminelles par les autorités (militants pour les droits civiques, communistes, Black Panthers, etc..
Parmi les pays occidentaux les États-Unis sont réputés pour lutter contre la criminalité avec un système beaucoup plus répressif (taux d'emprisonnement cinq à dix fois supérieur aux pays européens).
Les États-Unis publient diverses statistiques qui montrent des taux qui oscillent de 2 000 à 4 000 atteintes aux biens et 390  à   540 crimes violents pour 100 000 habitants,, soit des taux variant de 20 à 40 pour 1 000 habitants. Dans la Revue française de criminologie et de droit pénal, Heather Mac Donald s'interroge sur l'excessive sévérité du système pénal américain. Selon lui, les États-Unis connaissent actuellement une campagne médiatique de grande ampleur visant à délégitimer la répression de la criminalité. Il affirme notamment que « l'Amérique n'a pas un problème de population carcérale mais un problème de criminalité ».
Le coût de la criminalité en col blanc est estimé à 1 000 milliards de dollars par an selon les données du ministère de la Justice. Cette criminalité représente un coût de 20 à 30 fois supérieur à celui des crimes ordinaires contre les biens (cambriolages, hold-up, vols de voitures, etc.).

## Criminalité en France

### Évolution récente de la criminalité
L'auteur Olivier Hassid dans son ouvrage Criminalité et insécurité. Comprendre pour agir constate une forte hausse de la criminalité entre 1960 et 1990 dans plusieurs pays européens, dont la France, et une baisse effective à partir de 1990. L'augmentation s'explique, pour lui, par la transformation des sociétés occidentales et l'évolution sociale et économique des modes de vie. Pour justifier le passage à l'acte, l'auteur se réfère à la théorie des opportunités développée par Felson et Clarke. La baisse amorcée à partir de 1990 inclut selon lui quatre facteurs : le vieillissement de la population, la baisse des « opportunités », l'adaptation des populations à la menace criminelle, enfin les moyens mis en œuvre à travers les politiques de lutte contre la criminalité.

### La criminalité par villes selon le journalLe Monde
Classement des villes de France métropolitaine selon leurs taux de criminalité. À noter que certaines localités ne sont pas répertoriées comme les villes de Dives-sur-Mer, Deauville, Cannes, Chessy, Agde, Le Touquet-Paris-Plage, car ce sont des cas spéciaux, avec de très forts flux touristiques, qui font grimper les taux, mais qui n'ont pas de problème social lié à la délinquance locale.
| Ville (agglomération)                                     | Rang | Taux pour 1 000 hbts | Département         | Région                     |
| Saint-Denis                                               | 1    | 166,50               | Seine-Saint-Denis   | Île-de-France              |
| Saint-Ouen-sur-Seine                                      | 2    | 157,67               | Seine-Saint-Denis   | Île-de-France              |
| Aubervilliers                                             | 3    | 137,29               | Seine-Saint-Denis   | Île-de-France              |
| Avignon                                                   | 4    | 122,94               | Vaucluse            | Provence-Alpes-Côte d'Azur |
| Nîmes                                                     | 5    | 117,32               | Gard                | Occitanie                  |
| Nice                                                      | 6    | 114,32               | Alpes-Maritimes     | Provence-Alpes-Côte d'Azur |
| Marseille                                                 | 7    | 114,04               | Bouches-du-Rhône    | Provence-Alpes-Côte d'Azur |
| La Courneuve                                              | 8    | 113,38               | Seine-Saint-Denis   | Île-de-France              |
| Corbeil-Essonnes                                          | 9    | 111,38               | Essonne             | Île-de-France              |
| Lille                                                     | 10   | 109,87               | Nord                | Hauts-de-France            |
| Paris                                                     | 11   | 109,81               | Paris               | Île-de-France              |
| Toulouse                                                  | 12   | 108,58               | Haute-Garonne       | Occitanie                  |
| Bobigny                                                   | 13   | 107,48               | Seine-Saint-Denis   | Île-de-France              |
| Pantin                                                    | 14   | 107,21               | Seine-Saint-Denis   | Île-de-France              |
| Cergy-Pontoise                                            | 15   | 106,39               | Val-d'Oise          | Île-de-France              |
| Valence                                                   | 16   | 104,82               | Drôme               | Auvergne-Rhône-Alpes       |
| Vitrolles                                                 | 17   | 104,70               | Bouches-du-Rhône    | Provence-Alpes-Côte d'Azur |
| Clichy                                                    | 18   | 104,07               | Hauts-de-Seine      | Île-de-France              |
| Montpellier                                               | 19   | 103,24               | Hérault             | Occitanie                  |
| Perpignan                                                 | 20   | 102,64               | Pyrénées-Orientales | Occitanie                  |
| Dreux                                                     | 21   | 101,84               | Eure-et-Loir        | Centre-Val de Loire        |
| Bondy                                                     | 22   | 101,12               | Seine-Saint-Denis   | Île-de-France              |
| Stains                                                    | 23   | 100,61               | Seine-Saint-Denis   | Île-de-France              |
| Cavaillon                                                 | 24   | 100,61               | Vaucluse            | Provence-Alpes-Côte d'Azur |
| Rosny-sous-Bois                                           | 25   | 99,76                | Seine-Saint-Denis   | Île-de-France              |
| Évreux                                                    | 26   | 99,68                | Eure                | Normandie                  |
| Le Havre                                                  | 27   | 99,18                | Seine-Maritime      | Normandie                  |
| Persan                                                    | 28   | 98,92                | Val-d'Oise          | Île-de-France              |
| Béziers                                                   | 29   | 98,13                | Hérault             | Occitanie                  |
| Aix-en-Provence                                           | 30   | 97,46                | Bouches-du-Rhône    | Provence-Alpes-Côte d'Azur |
| Total incluant d'autres villes (sur 31 273 000 habitants) | -    | 79,50                | -                   | -                          |

## En sociologie
Émile Durkheim disait que la société sans criminalité n'existe pas, et ne peut pas exister[réf. souhaitée]. Selon lui, le crime est nécessaire pour faire évoluer le droit mais il permet également à la société d'être en cohésion : lorsqu'il y a un crime et que le criminel se fait attraper, les autres personnes se disent que la société fonctionne bien car elle punit le crime. Ceci renforce la cohésion sociale.

## Théories de criminologie
La criminologie, dont le caractère pseudoscientifique fait débat, étudie la criminalité et tente de l’expliquer comme un phénomène objectif, en définissant des catégories comme celle du crime organisé ou du crime de rue et en analysant l’âge, la biologie, le statut social et le genre des personnes criminalisées pour établir des profils-types.

### Crime organisée
Dans les années 1950, le sociologue Daniel Bell définit le crime organisé comme « une technique parmi d'autres permettant aux membres des classes inférieures d’accéder à une situation sociale supérieure, d'acquérir une mobilité ascendante ».

### Crime de rue
Dans les quartiers pauvres des grandes villes américaines, le chômage et l'insuffisance des programmes publics d'aides sociales encouragent fortement la criminalité de rue. D'après le Vera Institute of Justice de New York, « la ligne de démarcation entre emplois légaux et illégaux est souvent imaginaire et beaucoup la franchissent allégrement dans les deux sens, passant d'un petit boulot à un petit cambriolage, mêlant journées de travail occasionnelles à petits trafics ou rackets ».

### Biophysiologie de la criminalité
Le comportement agressif a été associé à des anomalies des trois principaux systèmes de régulation biologiques et physiologiques que sont le système de la sérotonine, le système des catécholamines et l'axe hypothalamo-hypophyso-surrénalien. Les anomalies de ces systèmes sont également connues pour être induites par le stress, que ce soit un stress aigu sévère ou un stress chronique de faible intensité.

### Typologie des profils criminels
Dans son ouvrage Criminalité et insécurité, Olivier Hassad présente cinq types de profils de criminels : « le proche, le délinquant juvénile, le délinquant en col blanc, le trafiquant professionnel, le terroriste ». Il souligne que la majorité des crimes sont commis par des proches, que la délinquance juvénile constitue le noyau dur de la criminalité, que le délinquant en col blanc présente un profil atypique, que la criminalité organisée de dimension globale constitue un fait enraciné et que le terrorisme une réalité multiforme.

### Âge du criminel ou délinquant
En 1831 déjà, Adolphe Quetelet découvre que la criminalité est un phénomène qui touche davantage les hommes et les jeunes.
Les données statistiques disponibles sur le crime mettent en évidence des différences dans les taux de délinquance selon l'âge.
Par exemple pour les actes de type coups et blessures et autres formes d'agressions physiques pour lesquels la plupart des crimes récents ont été enregistrés en Australie, l'âge du criminel est le plus souvent compris entre 15 et 24 ans.
Un pic d'âge un peu similaire a été constaté pour les crimes de fraude et tromperies, bien que beaucoup moins prononcé.
L'importance de l'âge du criminel (et de l'âge où la psychologie de l'individu peut être orientée vers des comportements violents et/ou anti-sociaux) est cité depuis longtemps par la littérature criminologique. Des variations de cet âge ont pu être attribuées à des contextes sociaux, aux influences de groupes démographiques et diffère selon les types de crimes, mais ces causes sont encore discutées et périodiquement revisitées. Des données récentes montrent ainsi que certains produits neurotoxiques à faible dose comme le plomb peuvent, longtemps après une exposition infantile, induire des comportements précurseurs de comportements criminels.

### Facteurs sociaux
Aux États-Unis, environ 80 % des personnes inculpées pour des crimes passibles d'une peine supérieure à un an d'incarcération vivent dans la pauvreté.

### Les hommes plus que les femmes
En effet, pour toutes les catégories d'âge, la population masculine est surreprésentée. Comment expliquer ce phénomène ?

#### Théorie de la clémence envers les femmes?
Lorsqu'on observe les statistiques à travers la procédure judiciaire, on se rend compte que les femmes disparaissent davantage que les hommes. On pourrait donc faire dire à ces chiffres que les femmes sont mieux traitées que les hommes et par conséquent, vont moins en prison. Mais ce n'est pas le cas, la raison est simplement que les femmes commettent des délits de moindre importance et par conséquent sont plus souvent condamnées à de simples amendes. Les femmes commettent moins de crimes que les hommes et lorsqu’elles en commettent, ils sont de plus faible importance. Ce fait se réalise même dans les domaines dont les préjugés veulent que ce soient les femmes qui commettent ce type de délits, comme le vol à l'étalage, mais encore une fois, ce type d'infraction est également commis en majorité par des hommes. Le seul crime majoritairement commis par les femmes sont les enlèvements de mineurs. Ce phénomène s'explique par la mémoire sociologique historique qui veut que la femme garde les enfants, donc quand le juge décide, au cours d'un divorce, d'accorder l'autorité parentale au père, c'est moins bien accepté que l'inverse. Il n'en reste pas moins vrai que pour des infractions comparables, les femmes sont moins durement sanctionnées que les hommes : moins souvent mises en garde à vue, moins souvent mises en examen, moins lourdement condamnées.

#### Théorie de la place dans la société
Si on retient cette théorie, on va dans le sens que l'émancipation de la femme crée davantage de criminalité féminine. Pour vérifier cette théorie, on va prendre l'extension du rôle de la femme pendant la Seconde Guerre mondiale, où elles ont vu leur rôle s'accroître par le départ des hommes au front. À cette époque, on voit la criminalité féminine passer de 10 % à 20 %, mais attention, les chiffres peuvent dire être mal compris. En effet, en chiffre absolu, la criminalité féminine n'a pas bougé, mais le départ des hommes fait reculer la proportion des hommes et par conséquent la hausse des femmes sans qu'il y ait eu pour autant une hausse de la criminalité féminine. Puis dans les années 1970, les femmes deviennent de plus en plus indépendantes avec les mouvements féministes. La criminalité des femmes est alors en nette progression, et les femmes ont accès à davantage de choses ce qui explique cette hausse. Malgré cette hausse, les délits et crimes des femmes restent proportionnellement nettement en dessous de ceux des hommes. Dans les années 1990, le taux de criminalité des femmes chute sans qu'il y ait un recul d'émancipation. La théorie sociologique est par conséquent basée sur une mauvaise interprétation des chiffres à son origine.

#### Facteurs biologiques
Le niveau de testostérone entre-t-il en ligne de compte ? On pourrait expliquer la différence de criminalité entre les hommes et les femmes de cette manière, mais seulement en partie. Le taux de testostérone a une influence sur l'agressivité, et permet d'expliquer une partie des crimes. Un taux salivaire de testostérone élevé est associé à une plus grande prise de risque qui pourrait jouer un rôle dans la délinquance, les cambriolages et le vol à l'étalage. Les coups et blessures sont aussi influencés par le niveau de testostérone, ce qui expliquerait pourquoi les femmes se battent moins.

#### Synthèse
Les théories exposées ci-dessus ont toutes essayé de répondre à cette différence entre hommes et femmes, mais sans pour autant y parvenir. On sait que les interactions sociales jouent également un rôle important, car elles permettent de canaliser les comportements déviants. On ne connaît pas encore la raison exacte qui expliquerait cette différence entre hommes et femmes.

#### Monographies
- Laurent Bonelli, La France a peur. Une histoire sociale de « l'insécurité », La Découverte, 2010
- (en) Victor E. Kappeler et Gary W. Potter, The Mythology of Crime and Criminal Justice: Fifth Edition, Waveland Press, 18 juillet 2017 (ISBN 978-1-4786-3602-1, lire en ligne)
- Michel Foucault, « Chapitre II. Illégalismes et délinquance », dans Surveiller et punir, Paris, Gallimard, coll. « Tel », 1993, 299-342 p. (ISBN 978-2-07-072968-5, lire en ligne)

#### Articles de revue
- Marie Badrudin, « Ethnographie de la gestion des illégalismes boursiers », Champ pénal/Penal field, no Vol. XV,‎ 19 février 2018 (ISSN 1777-5272, DOI 10.4000/champpenal.9979, lire en ligne, consulté le 8 novembre 2023)
- Anthony Amicelle, « « Deux attitudes face au monde » La criminologie à l'épreuve des illégalismes financiers », Cultures et Conflits, nos 94/95/96,‎ 2014, p. 65-98 (ISSN 1157-996X, JSTOR 43575599, lire en ligne, consulté le 8 novembre 2023)
- Andrew Crosby et Nouredinne Arbane, « Criminalisation et humanisation », La Revue Nouvelle, vol. 1, no 1,‎ 2017, p. 32-35 (ISSN 0035-3809, DOI 10.3917/rn.171.0032, lire en ligne, consulté le 8 novembre 2023)
- Pierre Lascoumes, « L'illégalisme, outil d'analyse », Sociétés et Représentations, vol. 3, no 2,‎ 1996, p. 78-84 (ISSN 1262-2966, DOI 10.3917/sr.003.0078)
- Anthony Amicelle, « Gestion différentielle des illégalismes économiques et financiers », Champ pénal/Penal field, vol. X,‎ 6 mars 2013 (ISSN 1777-5272, DOI 10.4000/champpenal.8403, lire en ligne, consulté le 8 novembre 2023)
- Laure Baudrihaye-Gérard et Carla Nagels, « Jeux de lumière et zones d’ombre : le droit pénal face aux illégalismes de droits », Champ pénal/Penal field, vol. XV,‎ 19 février 2018 (ISSN 1777-5272, DOI 10.4000/champpenal.10161, lire en ligne, consulté le 8 novembre 2023)
- Frédéric Gros, « Foucault et « la société punitive » », Pouvoirs, vol. 135, no 4,‎ 2010, p. 5-14 (ISSN 0152-0768, DOI 10.3917/pouv.135.0005, lire en ligne, consulté le 8 novembre 2023)